# Koidu (Lääne-Saare)
Koidu – wieś w Estonii, w prowincji Saare, w gminie Lääne-Saare. Pod koniec 2004 roku wieś zamieszkiwało 16 osób.